# 아조프해

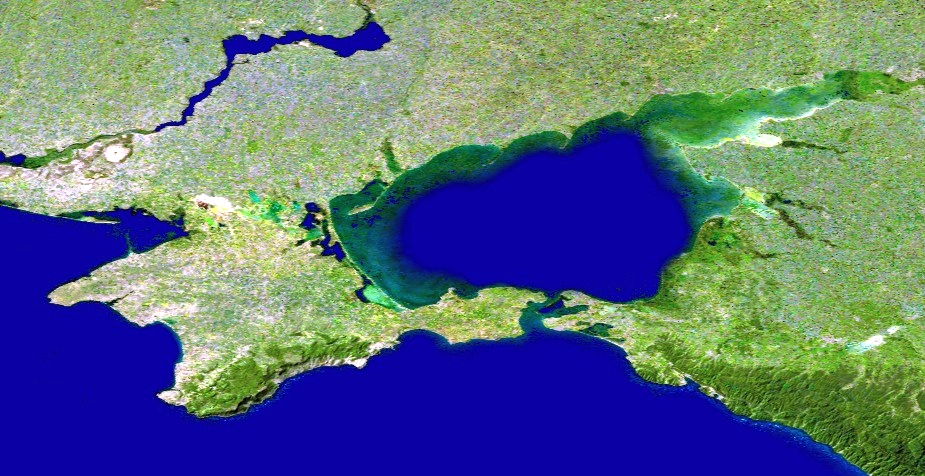
아조프해

아조프해(러시아어: Азо́вское мо́ре, 영어: Sea of Azov, 문화어: 아조브해) 또는 아조우해(우크라이나어: Азовське море)는 흑해 북부의 한 해역으로 케르치 해협을 통하여 흑해와 연결되어있다. 이 바다의 북쪽과 서쪽은 우크라이나와 접하며, 동쪽은 러시아와 접한다. 서쪽은 크림반도로 막혀 있다. 아조프해를 마에오티안호 또는 마에도티안해로 부르기도 했다.
흑해 대홍수설에 의하면 아조프해는 기원전 5600년에 형성되었다. 현재는 아조프해에 수몰되어 있는 지역에 신석기 시대 거주지의 흔적이 있다. 현재의 이름은 킵차크족의 왕자였던 아줌 또는 아주프로부터 유래되었다는 설이 유력한데, 이 왕자는 이 지역의 거주지를 방어하는 싸움에서 1067년에 전사했다. 대부분의 학자들이 터키어로 낮다는 뜻을 가진 아조우 시 또는 아작 시로부터 왕자의 이름을 추론한다.
이 해역은 340km 길이에 135km의 폭을 가지고 있다. 면적은 37,500 제곱킬로미터이다. 아조프해로 흘러드는 주요한 강으로는 돈강과 쿠반강이 있는데, 이 때문에 아조프해의 염도는 상대적으로 낮고, 곳에 따라서는 거의 민물에 가깝다. 또한 이 강들은 많은 양의 퇴적물을 아조프해에 퇴적시킨다. 서쪽에는 110km에 달하는 아라바트 사주가 있고, 염도가 높은 습지가 육지와의 사이에 있다. 이 습지를 시바시라고 한다.
아조프해는 평균 수심이 7m, 최고 수심이 14m에 불과한 세계에서 가장 수심이 얕은 바다이다. 심지어 타간록스키만같은 곳은 퇴적물의 계속되는 퇴적에 의해 평균깊이가 1m에도 미치지 않는다. 전체적으로 시계 반대방향으로 도는 해류가 우세하다. 조수간만의 차이는 곳에 따라 다르지만 높은 곳은 5m에 이르기도 한다. 겨울에는 바다의 많은 부분이 결빙한다.
아조프해의 주요 항구는 베르댠스크, 마리우폴, 로스토프나도누, 타간로크, 예이스크이다. 아조프해로 흘러드는 운하는 2개인데, 볼가-돈 운하, 카스피해로 통하는 마니치 운하이다. 다수의 양어장이 있으며 가스와 석유개발이 진행되고 있다.
역사적으로 이 바다는 풍부한 수산물을 자랑했다. 80종이 넘는 어류와 함께 300종이 넘는 무척추동물이 보고되었다. 해양 생물의 다양성과 개체 수는 남획과 오염의 심화로 줄어들고 있다.

## 지도
| 가잔 열도갠지스강고다바리강고비 사막나일강류큐 열도남중국해노르웨이해뉴기니섬네푸드 사막다싱안링산맥다뉴브강동시베리아해동중국해동해둥베이 · 평원랍테프해룹알할리 사막레나강마다가스카르섬마리아나 제도마르마라해말레이반도메콩강몰디브 제도몽골고원바렌츠해바이칼호바탄 제도발리섬발트해발하시호백해베링해벵골만보르네오섬북극해북해볼가강북드비나강브라마푸트라강사할린섬샤오싱안링산맥세이셸 군도소코트라섬수마트라섬술라웨시섬스리랑카섬스칸디나비아반도스타노보이산맥스프래틀리 군도시나이반도새머리싱가포르섬아나톨리아아덴만아라비아반도아라비아해아라푸라해아랄해아무르강아조프해아프리카의 뿔안다만 제도알타이산맥알류샨 열도에게해예니세이강오가사와라 제도오만만오비강오스트레일리아오호츠크해우랄강우랄산맥유프라테스강이란고원인더스강인도 아대륙인디기르카강인도양 (북부)인도차이나반도일본 열도자와섬주강장강치롄산맥카라해카라코람카스피해캄차카반도캅카스산맥캐롤라인 · 제도콜리마강쿠릴 열도쿤룬산맥크리스마스섬타이만대만타클라마칸 사막북태평양톈산산맥통킹만티그리스강티모르섬티베트고원파라셀 제도파미르페르시아만페초라강프라타스섬필리핀 제도필리핀해하이난한반도항가이산맥호르무즈홋카이도홍해화베이 · 평원황하황해흑해히말라야산맥힌두스탄 · 평원힌두쿠시class=notpageimage\| 아시아의 주요 지리 |